# Liste der Monuments historiques in Isches
Die Liste der Monuments historiques in Isches führt die Monuments historiques in der französischen Gemeinde Isches auf.

## Liste der Immobilien
| Bezeichnung     | Beschreibung            | Standort               | Kennzeichnung | Schutzstatus | Datum | Bild           |
| --------------- | ----------------------- | ---------------------- | ------------- | ------------ | ----- | -------------- |
| Kirche St-Brice | aus dem 12. Jahrhundert | Rue de l’Église (Lage) | PA00107188    | Classé       | 1899  | weitere Bilder |

## Liste der Objekte
| Bezeichnung                                | Beschreibung                                                                | Standort                      | Kennzeichnung | Schutzstatus | Datum | Bild |
| ------------------------------------------ | --------------------------------------------------------------------------- | ----------------------------- | ------------- | ------------ | ----- | ---- |
| Weihwasserbecken und Retabel am Taufbecken | Kalkstein, farbig gefasst, Sandstein, bezeichnet 1633                       | in der Kirche St-Brice (Lage) | PM88001198    | Classé       | 2008  |      |
| Taufbecken                                 | Kalkstein, Mitte des 17. Jahrhunderts                                       | in der Kirche St-Brice (Lage) | PM88001197    | Classé       | 2008  |      |
| Kruzifix                                   | Holz, farbig gefasst, 18. Jahrhundert                                       | in der Kirche St-Brice (Lage) | PM88001524    | Inscrit      | 2006  |      |
| Ziborium                                   | Silber, um 1800                                                             | in der Kirche St-Brice (Lage) | PM88001523    | Inscrit      | 2006  |      |
| Skulptur Unterweisung Mariens              | Holz, farbig gefasst, 18. Jahrhundert                                       | in der Kirche St-Brice (Lage) | PM88001525    | Inscrit      | 2006  |      |
| Hauptaltar                                 | Altartisch, Tabernakel und Baldachin; Holz, farbig gefasst, 18. Jahrhundert | in der Kirche St-Brice (Lage) | PM88001526    | Inscrit      | 2006  |      |
| Kanzel                                     | Eichenholz, 18. Jahrhundert                                                 | in der Kirche St-Brice (Lage) | PM88001527    | Inscrit      | 2006  |      |